# Telmatogeton nanum
Telmatogeton nanum är en tvåvingeart som beskrevs av Oliveira 1950. Telmatogeton nanum ingår i släktet Telmatogeton och familjen fjädermyggor. Inga underarter finns listade i Catalogue of Life.